# 南仁山新木姜子
南仁山新木姜子（学名：Neolitsea hiiranensis）为樟科新木姜子属下的一个种。